# بيدرو خوان كاباليرو
بيدرو خوان كاباليرو هي مديرية في باراغواي، ومدينة، تتبع إدارة امامباي ، وهي عاصمتها، بلغ عدد سكانها 75,109 نسمة، تبلغ مساحتها 5,259 كيلومتر مربع، رمزها البريدي هو 8500.

## المناخ
يظهر الجدول التالي التغييرات المناخية على مدار السنة لبيدرو خوان كاباليرو:
| البيانات المناخية لـبيدرو خوان كاباليرو                             | البيانات المناخية لـبيدرو خوان كاباليرو | البيانات المناخية لـبيدرو خوان كاباليرو | البيانات المناخية لـبيدرو خوان كاباليرو | البيانات المناخية لـبيدرو خوان كاباليرو | البيانات المناخية لـبيدرو خوان كاباليرو | البيانات المناخية لـبيدرو خوان كاباليرو | البيانات المناخية لـبيدرو خوان كاباليرو | البيانات المناخية لـبيدرو خوان كاباليرو | البيانات المناخية لـبيدرو خوان كاباليرو | البيانات المناخية لـبيدرو خوان كاباليرو | البيانات المناخية لـبيدرو خوان كاباليرو | البيانات المناخية لـبيدرو خوان كاباليرو | البيانات المناخية لـبيدرو خوان كاباليرو |
| الشهر                                                               | يناير                                   | فبراير                                  | مارس                                    | أبريل                                   | مايو                                    | يونيو                                   | يوليو                                   | أغسطس                                   | سبتمبر                                  | أكتوبر                                  | نوفمبر                                  | ديسمبر                                  | المعدل السنوي                           |
| ------------------------------------------------------------------- | --------------------------------------- | --------------------------------------- | --------------------------------------- | --------------------------------------- | --------------------------------------- | --------------------------------------- | --------------------------------------- | --------------------------------------- | --------------------------------------- | --------------------------------------- | --------------------------------------- | --------------------------------------- | --------------------------------------- |
| متوسط درجة الحرارة الكبرى °م (°ف)                                   | 29.9 (85.8)                             | 29.4 (84.9)                             | 28.9 (84.0)                             | 27.6 (81.7)                             | 24.6 (76.3)                             | 23.2 (73.8)                             | 23.8 (74.8)                             | 25.4 (77.7)                             | 26.2 (79.2)                             | 28.1 (82.6)                             | 29.0 (84.2)                             | 29.5 (85.1)                             | 27.1 (80.8)                             |
| المتوسط اليومي °م (°ف)                                              | 25.1 (77.2)                             | 24.7 (76.5)                             | 24.1 (75.4)                             | 22.4 (72.3)                             | 19.6 (67.3)                             | 18.1 (64.6)                             | 18.0 (64.4)                             | 19.5 (67.1)                             | 20.6 (69.1)                             | 22.7 (72.9)                             | 23.9 (75.0)                             | 24.6 (76.3)                             | 21.9 (71.5)                             |
| متوسط درجة الحرارة الصغرى °م (°ف)                                   | 20.4 (68.7)                             | 20.0 (68.0)                             | 19.4 (66.9)                             | 17.3 (63.1)                             | 14.7 (58.5)                             | 13.1 (55.6)                             | 12.3 (54.1)                             | 13.6 (56.5)                             | 15.0 (59.0)                             | 17.4 (63.3)                             | 18.8 (65.8)                             | 19.7 (67.5)                             | 16.8 (62.3)                             |
| الهطول مم (إنش)                                                     | 160 (6.3)                               | 156 (6.1)                               | 168 (6.6)                               | 141 (5.6)                               | 155 (6.1)                               | 84 (3.3)                                | 44 (1.7)                                | 73 (2.9)                                | 109 (4.3)                               | 171 (6.7)                               | 198 (7.8)                               | 191 (7.5)                               | 1٬650 (64.9)                            |
| المصدر: Dirección Nacional de Meteorología e Hidrología (1971-2000) |                                         |                                         |                                         |                                         |                                         |                                         |                                         |                                         |                                         |                                         |                                         |                                         |                                         |

## مدن توأم
المدن التوأم:
- كامبو غراندي.

## أعلام
- ألدو بوباديلا
- ديرليس كاردوزو
- فيكتور رامون فيريرا